# Invisibles (banda)
Invisibles es una banda de rock madrileña. Lanzaron su primer álbum de nombre homónimo en 2016, aunque sus músicos tienen 15 años de trayectoria. Su versatilidad sonora les ha permitido estar en festivales compartiendo cartel con grupos tan diversos como Reincidentes, Sinkope, o Sidonie.

## Discografía
- Invisibles (2016)
- Tatuaje (2018)